# Institut chinois des relations internationales contemporaines
L'Institut chinois des relations internationales contemporaines (chinois simplifié : 中国现代国际关系研究院 ; pinyin : Zhōngguó Xiàndài Guójì Guānxi Yánjiūyuàn ou CICIR pour China Institutes of Contemporary International Relations) fait partie des plus importants, des plus anciens et des plus influents instituts de recherche d'études internationales. 
Situé à Pékin, l'institut est affilié au ministère de la Sécurité de l'État, et supervisé par le Comité central du Parti communiste chinois,.
Le CICIR est composé d'environ 400 personnes, dont 150 chercheurs seniors. Il est constitué de 11 départements s'intéressant à diverses aires géographiques ou champs de recherches, ainsi que de deux centres de recherches se concentrant sur la péninsule de Corée et sur l'Asie centrale et de 8 centres de recherche. Le CICIR publie également le journal Relations contemporaines internationales (Xiandai Guoji Guanxi).

## Histoire
Les origines du CICIR remontent aux opérations de renseignements menées par le Parti communiste au cours de la guerre civile chinoise et de la seconde guerre sino-japonaise. Ces premières opérations ciblaient en particulier la mission Dixie des États-Unis et la présence soviétique dans les bases du Parti communiste à Yan'an au cours des années 1940.
En 1964, le premier ministre Zhou Enlai ordonna la fondation de nombreux département universitaires afin d'analyser les problèmes internationaux. De nombreux ministères, y compris le ministère des Affaires étrangères et le ministère de la Sécurité de l'État créèrent leur propre laboratoire d'idée et organisation de recherche à la suite de ce décret. Le CICIR fut donc créé en 1965. À cette époque, il était sous la direction de la Commission Centrale des Affaires Étrangères au sein du Comité central du Parti communiste chinois, et au service des officiels du Parti. Le CICIR est le seul institut de recherche international à ne pas avoir fermé lors de la Révolution culturelle.
En 1980, à la suite des réformes de Deng Xiaoping et de la politique d'ouverture vers l'extérieur, le CICIR fut qualifié d'institution « ouverte », et autorisé à nouer des liens avec des étrangers afin d'améliorer la collecte du renseignement. Il commença à publier le journal Xiandai Guoji Guanxi (Relations internationales contemporaines) en 1981. Le journal devint trimestriel en 1986, et est publié mensuellement depuis 1993.

### Liens institutionnels et personnels
Le CICIR est en premier lieu relié au ministère de la Sécurité de l'État, bien que ce fait soit rarement reconnu par les médias chinois.
En 1983, le CICIR est placé sous le contrôle administratif du Ministère de la Sécurité de l'État, récemment créé. En 1999, il est à nouveau placé sous la direction du Comité central du Parti communiste chinois, tout en conservant des liens étroits avec le ministère de la Sécurité de l'État et la Commission centrale des Affaires étrangères. En 2009, un article de Liaowang, le journal du Parti édité par l'agence Chine nouvelle décrit le CICIR comme « subordonné » au ministère de la Sécurité de l'État. Les médias de Hong-Kong discutent quant à eux du positionnement exact de l'institut, bras armé de la recherche du ministère de la Sécurité de l'État, ou simple pourvoyeur de renseignement et d'analyses.
Cependant, sachant que la Commission Centrale des Affaires Étrangères est son client principal, et qu'il est largement financé par le ministère de la Sécurité de l'État, il peut être qualifié de d'« organe de renseignement à la mode soviétique. »
De nombreuses affaires impliquant des chercheurs du CICIR voyageant à l'étranger pour collecter du renseignement à destination du ministère de la Sécurité de l'État ont été reportés. Geng Huichang, le ministre de la Sécurité de l'État de 2007 à 2016 a par ailleurs été président du CICIR de 1990 à 1993. Selon David Shambaugh, les dirigeants du CICIR « ont tous une longue carrière dans l'ombre des services de renseignement. »

## Objectifs, fonctions, influences
Alors que le champ de recherche du CICIR concerne les relations internationales, son principal intérêt se porte sur les États-Unis et sur les relations Chine/États-Unis.
Ses activités comportent notamment : la fourniture de rapports aux différents départements du gouvernements, la publication de recherches dans des journaux académiques, la réalisation de projets à la demande du gouvernement chinois, la conduite de recherches communes avec des institutions locales et internationales, la promotion des échanges académiques, la mise en place de diplômes de Masters et de Doctorats.
Le CICIR est identifié par Stratford Global Intelligence comme faisant partie du 8e bureau du Ministère de la Sécurité de l'État, la principale agence de renseignement chinoise, et fournis des synthèses au Comité permanent du bureau politique du Parti communiste chinois. L'organisation ne communique pas sur ses liens avec le gouvernement chinois.
L'institut a eu une influence considérable sur le processus de prise de décisions impliquant la politique internationale chinoise, en partie de par ses liens avec le Comité central du Parti communiste, avec la Commission centrale des Affaires étrangères, avec le ministère des Affaires étrangères et avec le ministère de la Sécurité intérieure. La pertinence de l'institut s'appuie par son personnel important, et sa capacité à produire des analyses pertinentes au bon moment. Cependant, cette influence est en déclin depuis le milieu des années 1990, à la suite du décès et du départ à la retraite de nombreux analystes expérimentés, et de l'influence grandissante du ministère des Affaires étrangères.

## Instituts et divisions
Le CICIR comprend 11 instituts de recherche distincts, chacun étudiant une aire géographique ou un sujet en particulier :
- Instituts d'études russes
- Instituts d'études américaines
- Instituts d'études latino-américaines
- Instituts d'études européennes
- Instituts d'études japonaises
- Instituts d'études d'Asie du Sud et du Sud-Est
- Instituts d'études africaines et de l'Asie de l'Ouest
- Instituts d'études de l'information et du développement social
- Instituts d'études de la Sécurité et du Contrôle de l'Armement
- Instituts d'études du monde politique
- Instituts d'études du monde économique.

L'organisation a deux divisions de recherche sous le contrôle direct des dirigeants du CICIR :
- Division d'études de la Péninsule Coréenne
- Division d'études de l'Asie Centrale

Le CICIR dispose enfin de 8 centres de recherche :
- Centre d'études de Hong Kong et de Macao
- Centre d'études Ethniques et Religieuses
- Centre d'études de la Mondialisation
- Centre d'études liées à Taïwan
- Centre d'étude du Contre-Terrorisme
- Centre d'étude de Sécurité Économique
- Centre d'étude de Stratégie Marine

## Voir également
- University of International Relations (en)